# Y Sagittarii
Y Sagittarii är en pulserande variabel  av Delta Cephei-typ (DCEP) i stjärnbilden Skytten. 
Stjärnan varierar mellan visuell magnitud +5,25 och 6,24 med en period av 5,773383 dygn.